# Grandići (Chorwacja)
Grandići – wieś w Chorwacji, w żupanii istryjskiej, w gminie Barban. W 2011 roku liczyła 140 mieszkańców.